# Port-au-Port

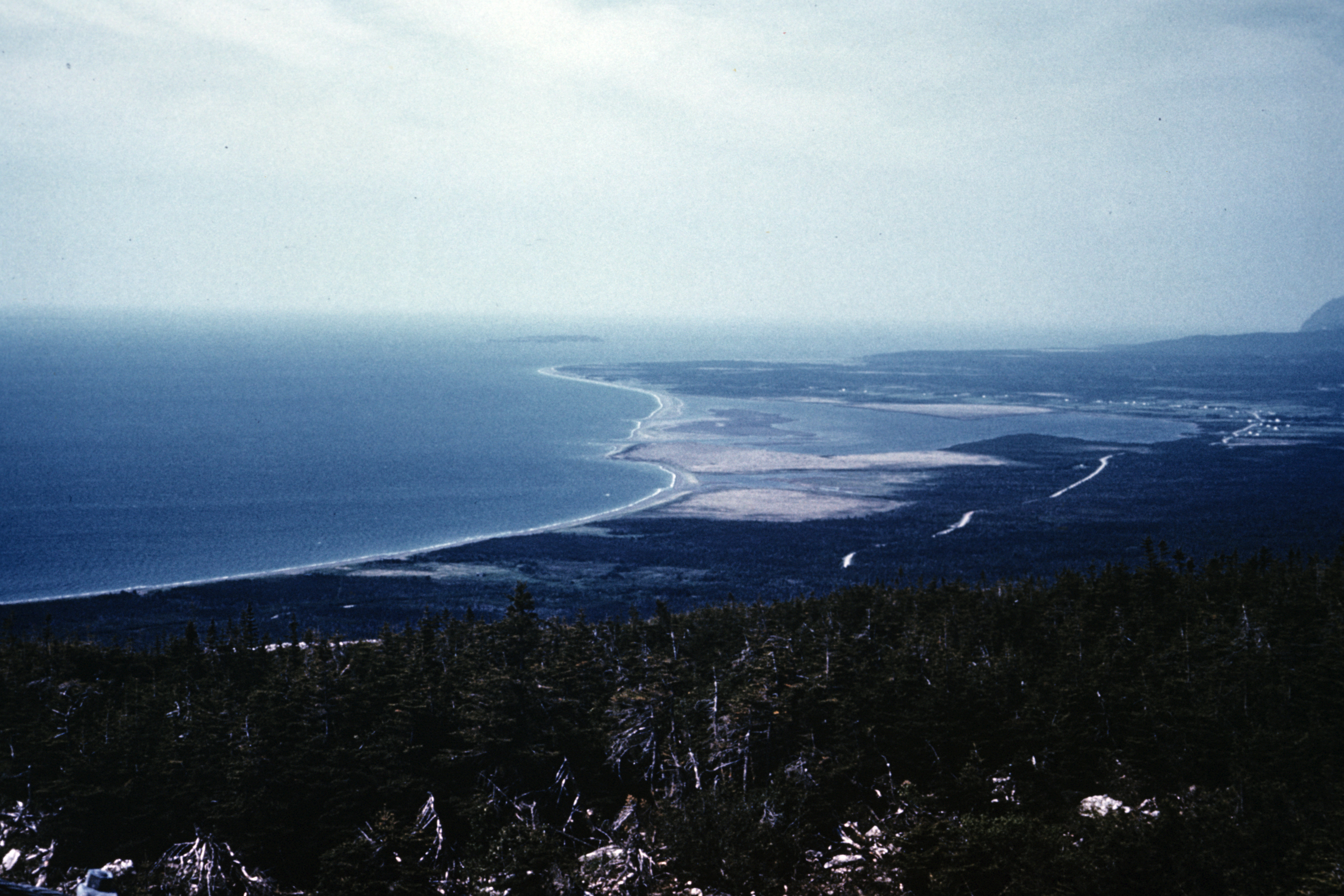
Vue sur la côte depuis Port-au-Port.

Port-au-Port est une petite communauté rurale canadienne situé dans la partie occidentale de l'île de Terre-Neuve. Elle est peuplée de Franco-Terreneuviens francophones et d'Anglophones, ce qui en fait une ville officiellement bilingue.

## Géographie
Port-au-Port est situé sur l'isthme reliant la partie principale de l'île de Terre-Neuve à la péninsule de Port-au-Port à l'Ouest, isthme appelé La Coupée (The Gravels) formant la baie de Port-au-Port.  Port-au-Port se trouve sur la Route 460, plusieurs kilomètres à l'ouest de la ville de Stephenville et de Kippens et Berry Head. 
La localité s'appelait autrefois "Graviers". Elle avait une population de 505 habitants lors du recensement de la population en 1940 et plus que 214 personnes en 1956.

## Histoire
L'établissement des francophones sur la Côte Ouest de Terre-Neuve remonte aux premières décennies du XIXe siècle. La péninsule de Port au Port faisait partie de la « Côte française », ouverte exclusivement aux pêcheurs saisonniers, fréquemment originaires de Saint-Malo. Leur établissement permanent était interdit, au risque d'une expulsion. En 1904, la France abandonne ses droits sur Terre-Neuve. Les pêcheurs restés sur place formèrent alors les communautés de Port-au-Port, de la Grand'Terre, de Cap-Saint-Georges, Grand Jardin, Petit Jardin, L'Anse-aux-Canards–Maisons-d'Hiver.

## Peuplement des Acadiens
Entre 1820 et 1850, une vague d'immigration acadienne venue du Cap-Breton et des îles de la Madeleine, s'installa d'abord dans la Vallée de Codroy, puis dans la Baie Saint-Georges et enfin sur la péninsule où elle fit souche grâce aux pêcheurs français qui y étaient  établis.

## Galerie de photographies

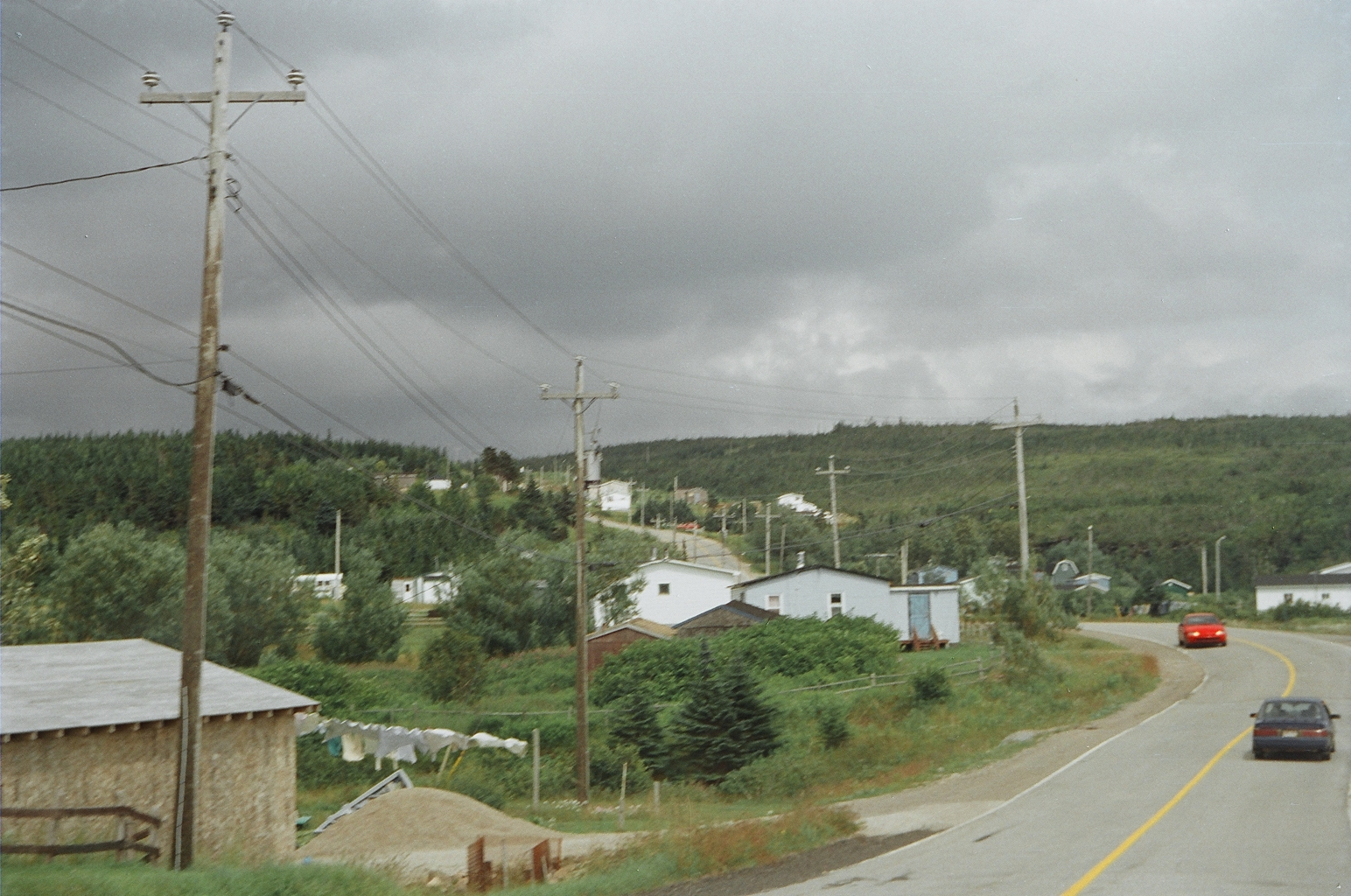
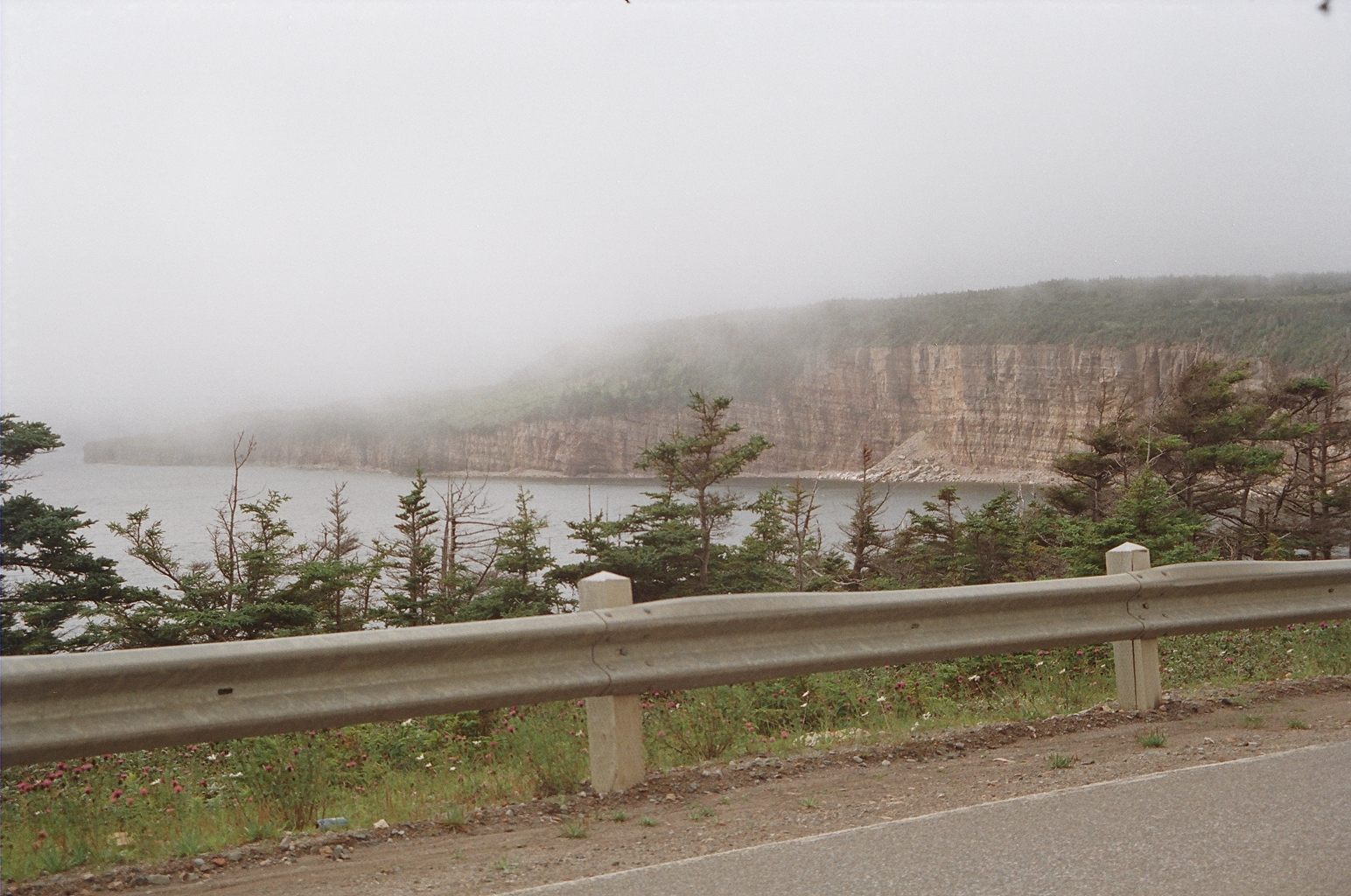
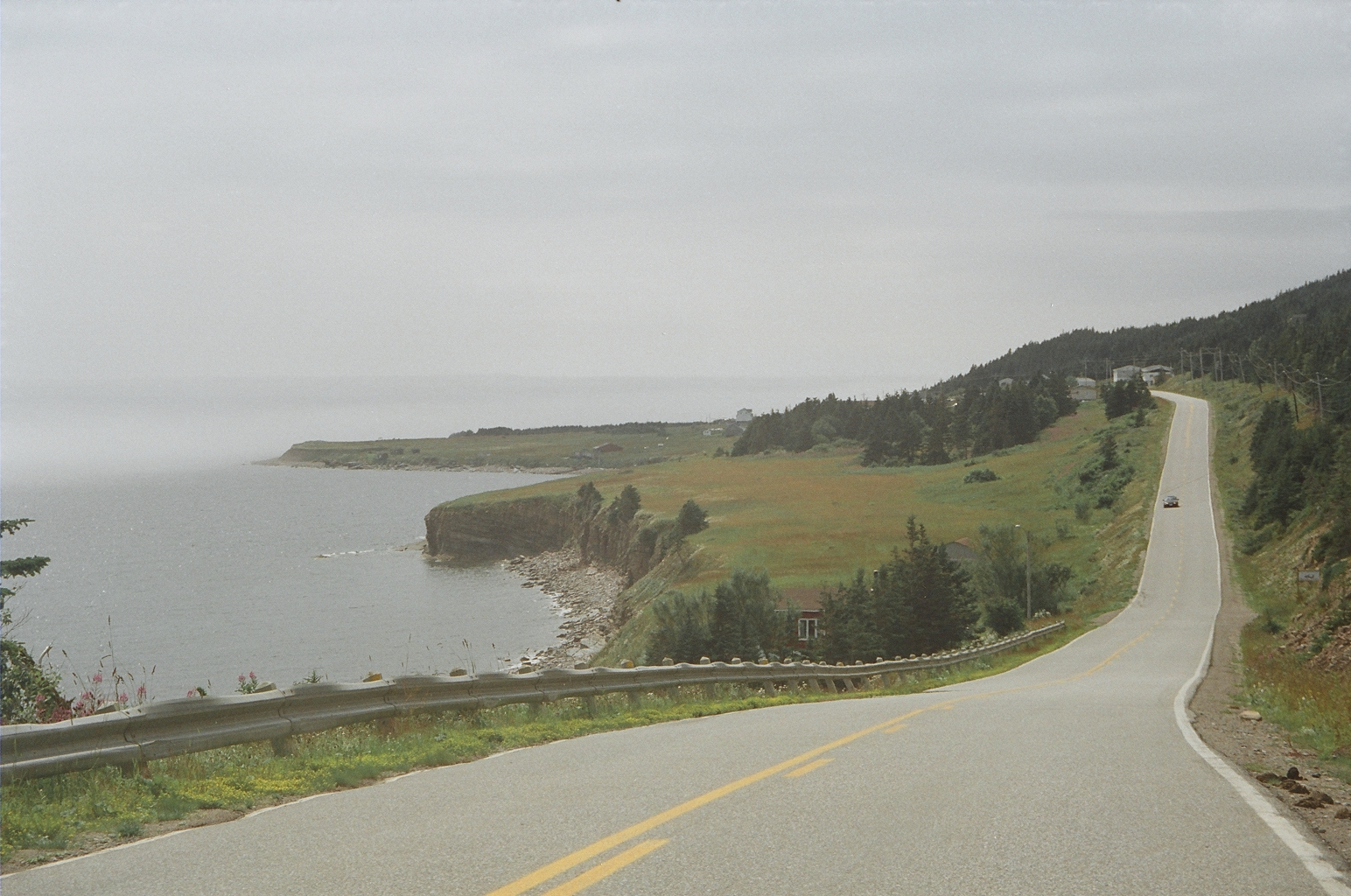
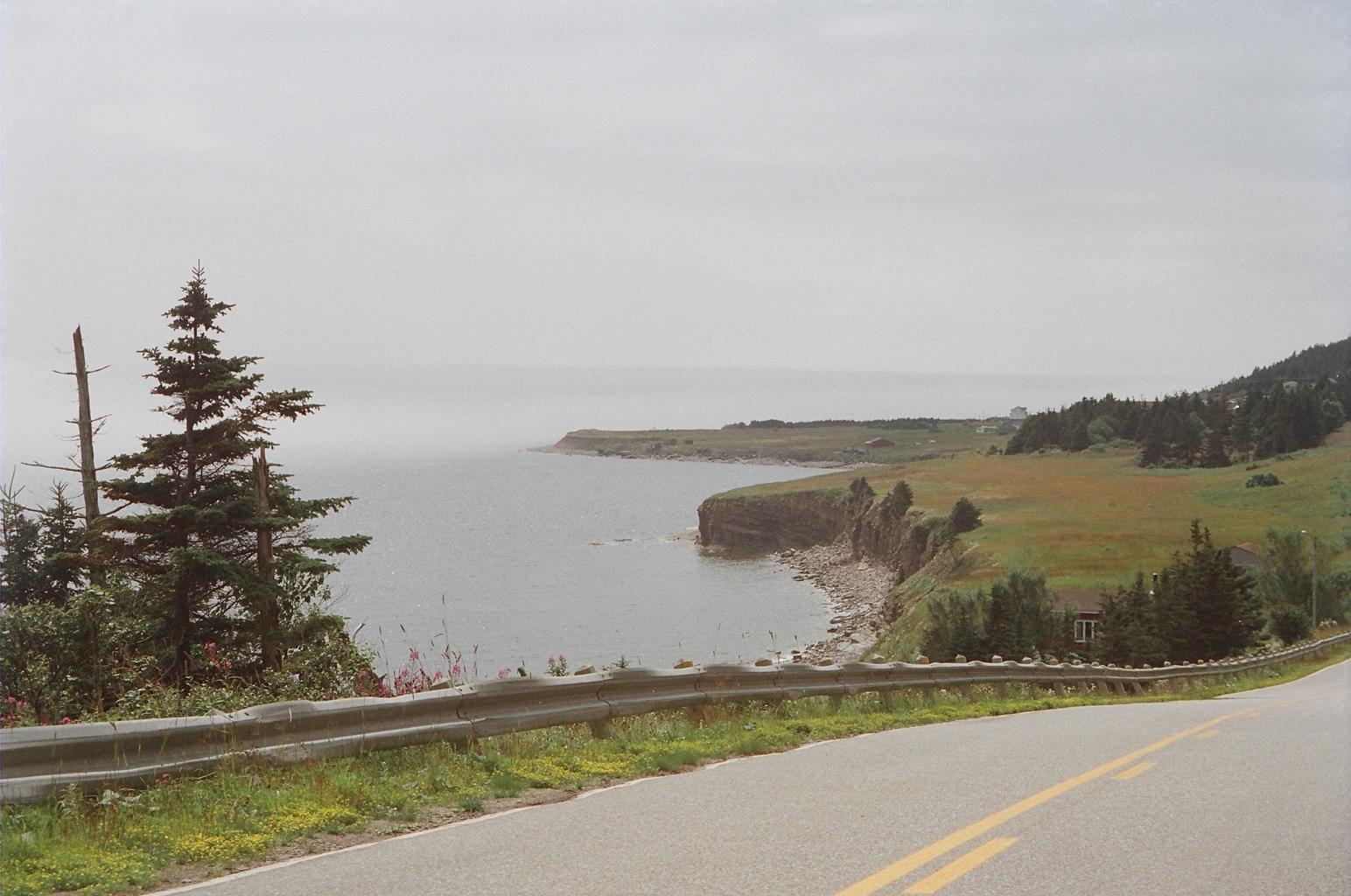
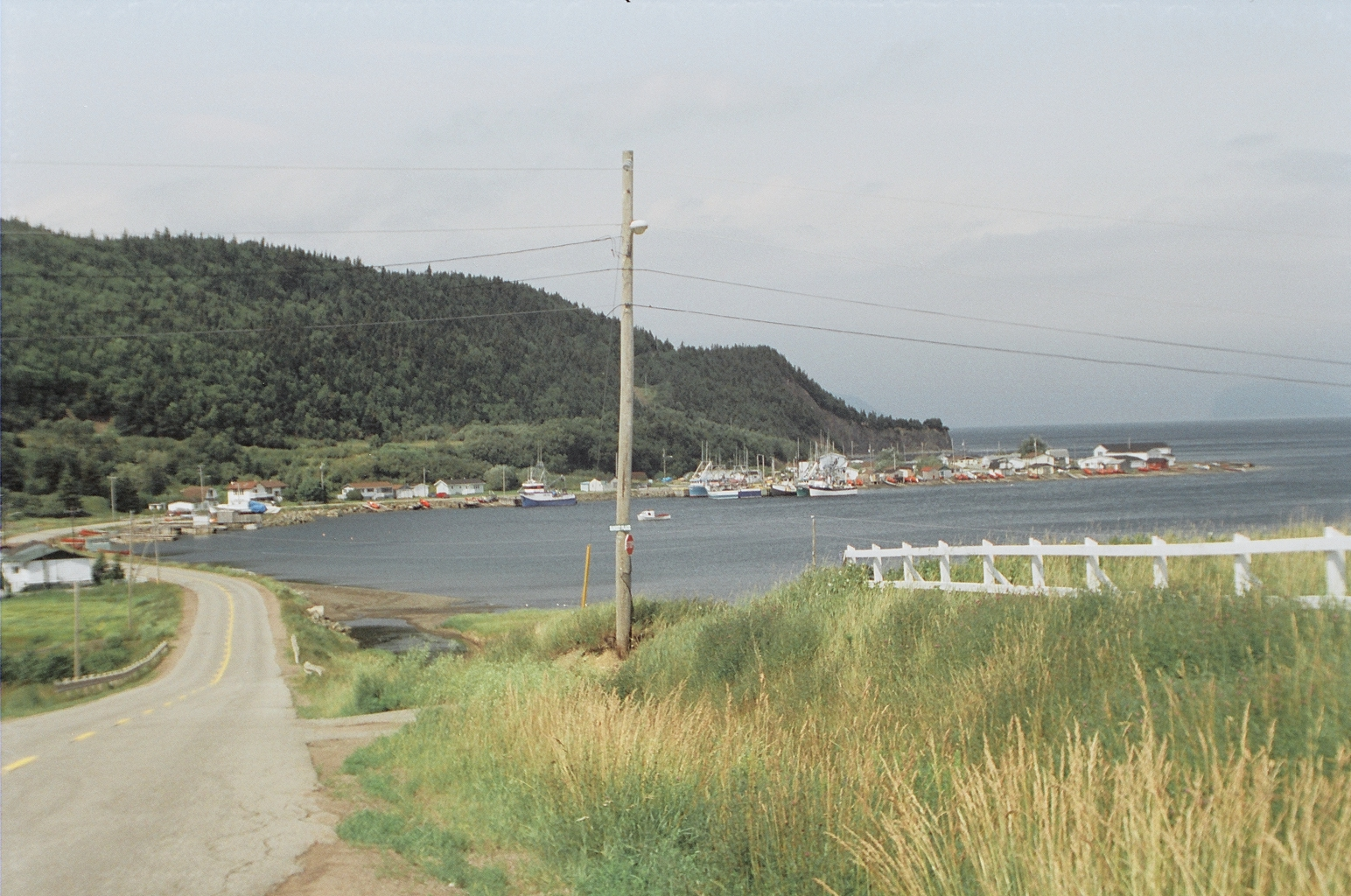
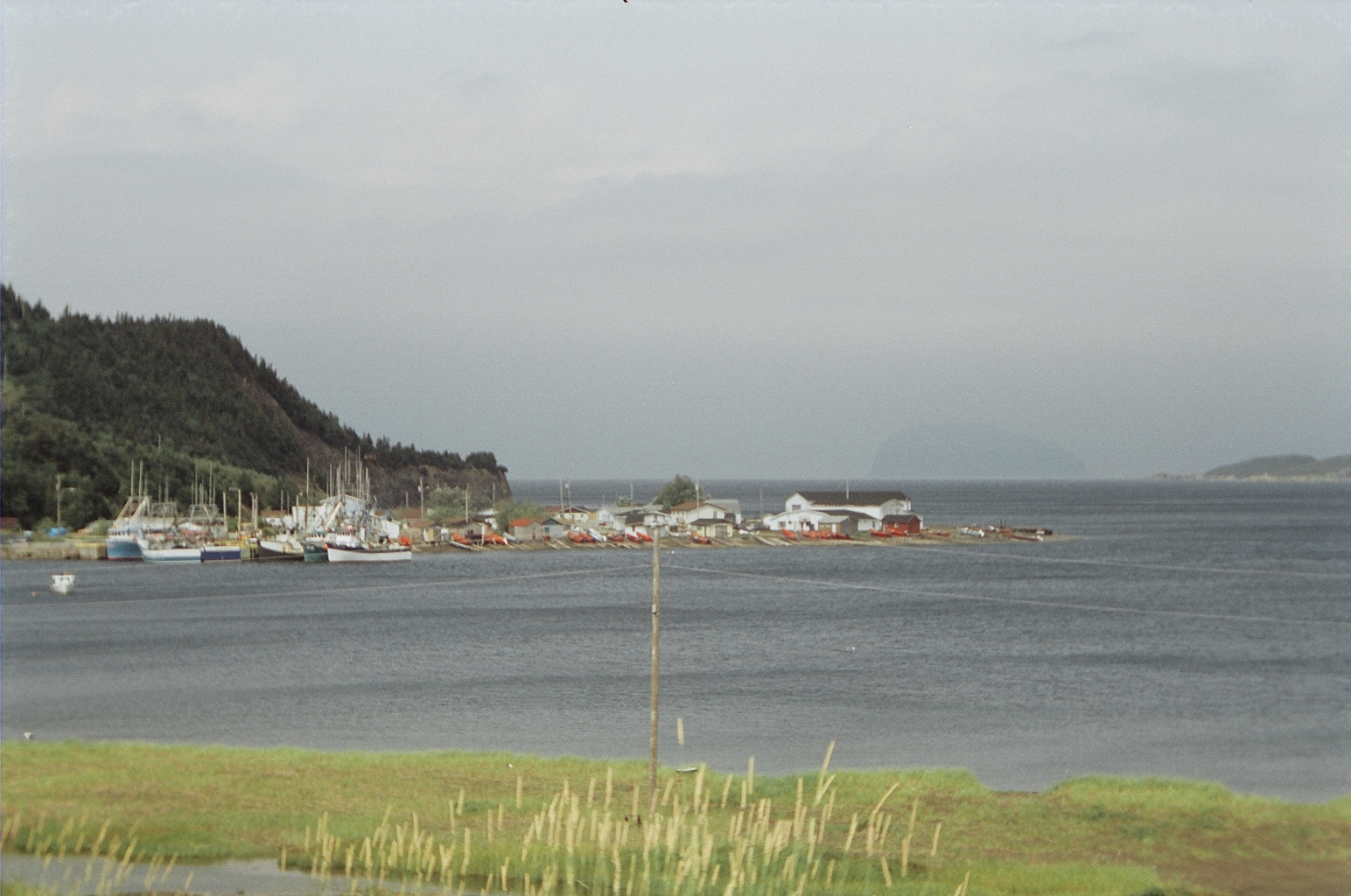

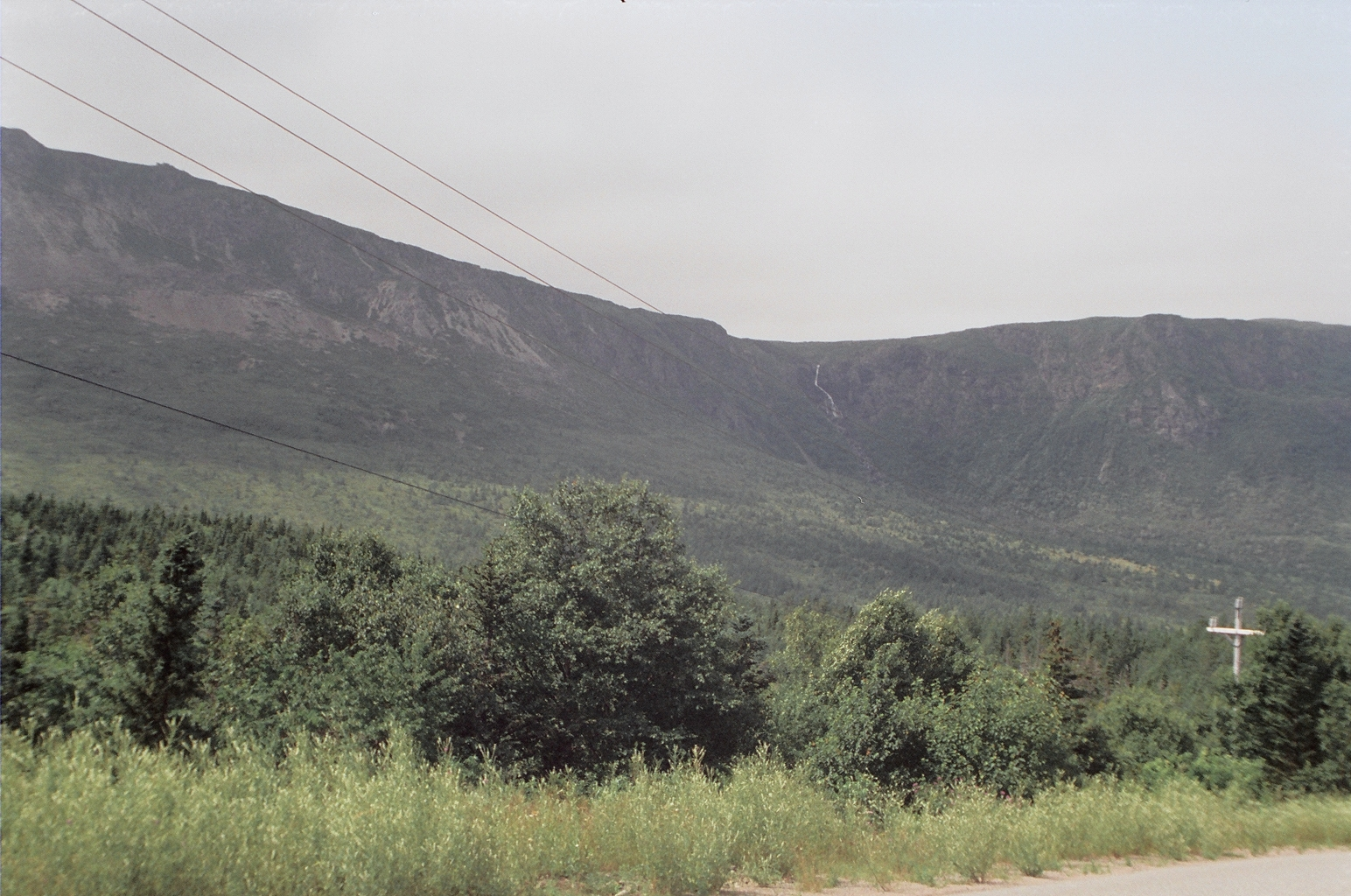
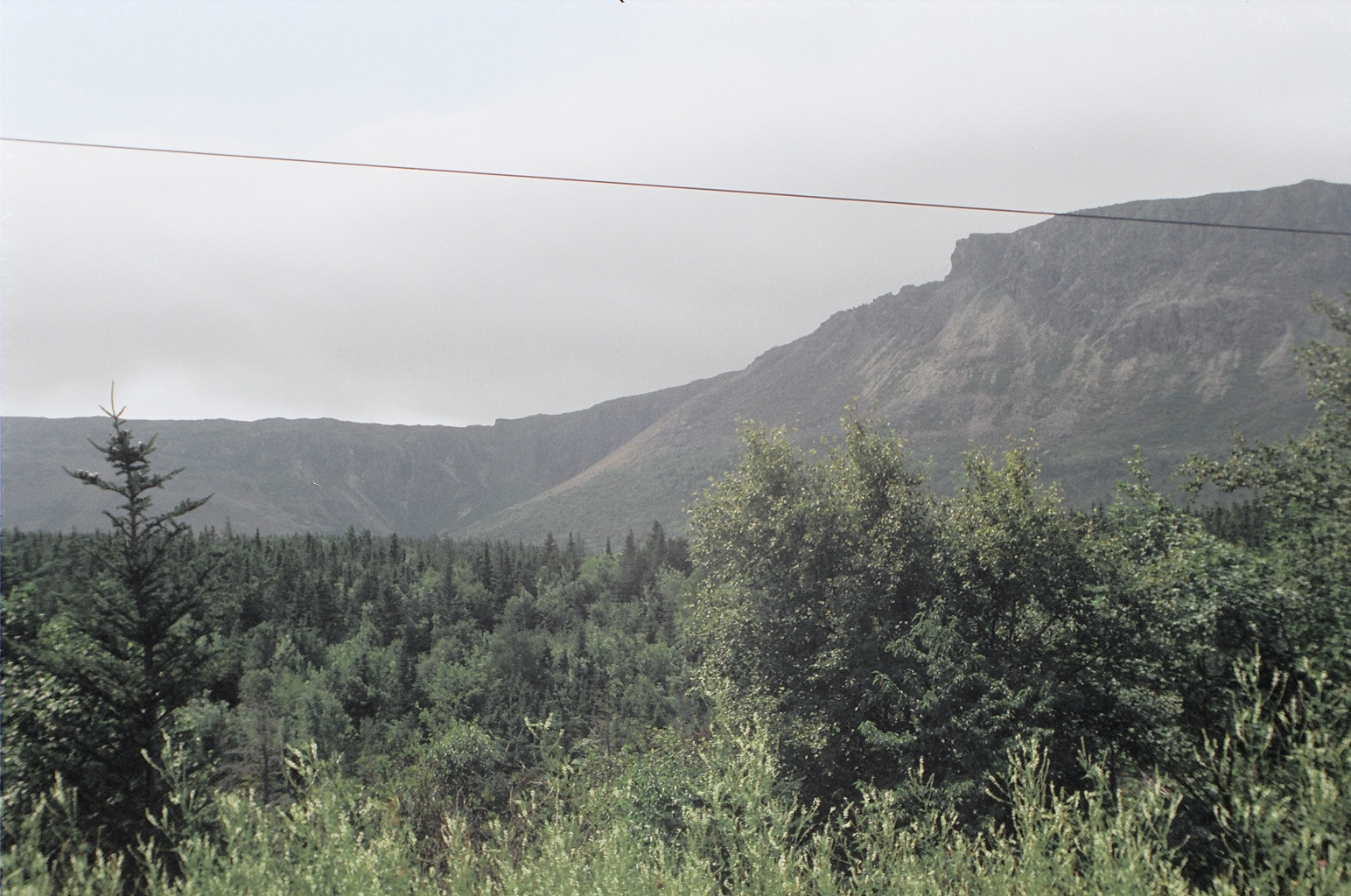